# Emil Rothschütz
Baron Emil von Roschütz-Rothschütz, davor unter anderem Freiherr Emil von Roschütz-Rothschütz (* 7. August 1836 in Aachen, Königreich Preußen als Emil Roschütz-Rothschütz; † 21. Februar 1909 in Podsmreka bei Weixelburg, Krain, Österreich-Ungarn) war ein deutsch-slowenischer Imker und Bienengroßhändler. Des Weiteren scheint er unter diversen Versionen seines Familiennamens, dabei in deutschen, wie slowenischen Abwandlungen auf; Beispiele hierfür sind: Rothschütz, Roschütz, Rožič, Rothšic, Ravenegg usw. Die größere Bekanntheit genießt er unter dem Namen Emil Rothschütz.

## Leben
Emil Rothschütz wurde am 7. August 1836 als Sohn von Philipp Freiherr von Roschütz-Rothschütz, Herr von Bobentschitz (* 1812), einem späteren Ehrendoktor der Philosophie usw., und dessen späterer Gemahlin (Heirat 1855) Friederike Petronella von Hungs aus dem Geschlecht derer Hund zum Busch in der zum damaligen Königreich Preußen gehörenden Stadt Aachen geboren. Nach dem Studium der Landwirtschaft übersiedelte er im Jahre 1856 auf das von seinem Vater gekaufte Landgut bei Ratschach in der historischen Region Dolenjska (Unterkrain) im heutigen Slowenien. Hier begann er sich sowohl theoretisch als auch praktisch mit der Imkerei zu beschäftigen und wurde im Jahre 1859 Eigentümer des Gutes seines Vaters. Hier lernte er auch Antonia Cäcilia Philomena Gräfin von Liechtenberg (* 5. Mai 1841) kennen, die er an ihrem 18. Geburtstag, dem 5. Mai 1859, heiratete und die später unter anderem unter ihrem Schriftstellernamen Antonie Ravenegg bekannt war.
1866 pachtete er zunächst das Schlossgut Podsmreka, das er später erwarb. Hauptsächlich widmete sich Rothschütz der Imkerei und dem Bienenhandel, wobei er rasch zu einem Großhändler aufstieg, der selbst Staaten außerhalb Europas (unter anderem in Südamerika und Asien) mit Bienenstöcken belieferte. In mehr als 100.000 Bienenstöcken exportierte er vornehmlich krainische Bienen in zahlreichen Staaten. Für die Erzeugung von Requisiten für Bienenzüchter errichtete er auch eine Tischler- und Spenglerwerkstatt, die in Spitzenzeiten bis zu 35 Arbeiter beschäftigte. Darüber hinaus trat er auch als Autor diverser Bücher über die Imkerei und die Bienen in Erscheinung, wobei eines der bekanntesten wohl Baron Emil Rothschütz illustrierter Bienenzucht-Betrieb mit 400 schwarz-weiß Abbildungen aus dem Jahre 1875 ist. Zudem erschienen hierzu in den beiden nachfolgenden Jahrzehnten auch noch diverse Ergänzungen und weitere Teile. Außerdem trat er von 1873 bis 1875 als der erste Obmann des krainischen Bienenzüchterverbands in Laibach in Erscheinung und unterstützte die Herausgabe der Slowenska ebela, der ersten slowenischen Zeitschrift für Bienenzüchter. Gleichzeitig war er auch in der Redaktion der deutschsprachigen Zeitschrift Die Krainer Biene, in der er Abhandlungen über Imkerei veröffentlichte.
Nachdem sich die wirtschaftliche Lage im Jahre 1900 verschlechterte, erfolgte im Jahre 1909 der Konkurs des einst blühenden Unternehmens. Neben den bereits genannten Tätigkeiten trat Emil Rothschütz des Öfteren auch als Organisator in Erscheinung und war unter anderem der Anstoßgeber für die Imkerorganisation in Slowenien. Während der Zeit seines Wirkens wurde auch die Apis mellifera carnica, auch Kärntner oder Krainer Biene genannt, vom Apidologen August Pollmann als neue Art beschrieben (1875). Laut Überlieferungen sollen von 1857 bis zum Ersten Weltkrieg die Imker aus Unter- und Oberkrain mehr als 170.000 Bienenköniginnen in alle Welt geliefert haben. Aus diesem Grund wurde die Apis mellifera carnica zu einer sogenannten Muster- oder Referenzbiene für viele Länder, dabei besonders in Nord- und Mitteleuropa. Seine Ehefrau beschäftigte sich ebenfalls im Geschäftsbereich ihres Gatten und veröffentlichte unter anderem im Jahre 1893 unter Mithilfe ihres Gatten das Buch Die erprobte Honig-Köchin.
Am 21. Februar 1909 verstarb Rothschütz 72-jährig in der zum damaligen Zeitpunkt zu Österreich-Ungarn gehörenden Ortschaft Podsmreka bei Weixelburg in Krain.